# PlayStation (console)
O PlayStation (プレイステーション, Pureisutēshon; oficialmente abreviado PS, comumente chamado de PlayStation 1 ou PS1/PS one) foi o primeiro console de videogame fabricado pela Sony, lançado em 3 de dezembro de 1994 no Japão, 9 de setembro de 1995 nos Estados Unidos e em 29 de setembro de 1995 na Europa.
O desenvolvimento do console começou após uma parceria fracassada com a Nintendo de desenvolver um CD-ROM para seu console Super Nintendo no início dos anos 1990. A produção de jogos para o console foi projetada para ser simplificada e inclusiva, trazendo o suporte de muitas desenvolvedoras terceiras. Em julho de 2000, uma versão melhorada e mais fina chamada de PS One foi lançada, substituindo o console cinza original e nomeado apropriadamente para evitar confusão com seu sucessor, o PlayStation 2.
O PlayStation introduziu a Sony para a indústria de jogos eletrônicos. O uso de CDs para o armazenamento dos jogos no console foi uma transição dos cartuchos utilizado por outras empresas de jogos. Desde o seu lançamento até 2006, quando sua produção foi interrompida, o PlayStation vendeu mais de 100 milhões de unidades. Ocupa a posição de sexto console mais vendido no mundo, com mais de cem milhões de unidades vendidas. Foi sucedido pelo PlayStation 2, que teve mais de 150 milhões de unidades comercializadas. Seu último lançamento oficialmente licenciado pela Sony foi um relançamento de Metal Gear Solid em Metal Gear Solid The Essential Collection lançado em 18 de março de 2008, neste lançamento contem 3 jogos, sendo o primeiro para PlayStation 1 e os outros dois para PlayStation 2.

## História
O início do que se tornou o PlayStation remonta a 1986 com uma joint venture entre a Nintendo e a Sony. A Nintendo já havia produzido a tecnologia de disquete para complementar os cartuchos, na forma do Family Computer Disk System, e queria continuar essa estratégia de armazenamento complementar para o Super Famicom. A Nintendo procurou a Sony para desenvolver um complemento de CD-ROM, provisoriamente intitulado "Play Station" ou "SNES-CD". Um contrato foi assinado e o trabalho começou. A escolha da Nintendo de alguém com quem eles haviam trabalhado antes, Ken Kutaragi, que mais tarde foi chamado de "O Pai do PlayStation", foi o indivíduo que vendeu a Nintendo usando o processador Sony SPC-700 para uso, como o som ADPCM de oito canais definido no console Super Famicom/SNES através de uma impressionante demonstração dos recursos do processador. A empresa de videogame, no entanto, rompeu com a Sony, uma neófita da indústria, porque considerou que perderia muito controle e benefícios derivados da venda de jogos em CD.[carece de fontes?]
Kutaragi quase foi demitido pela Sony porque ele estava originalmente trabalhando com a Nintendo sem o conhecimento da Sony (enquanto ainda estava empregado pela Sony). Foi então que o CEO Norio Ohga, que reconheceu o potencial do chip de Kutaragi e trabalhou com a Nintendo no projeto. Ohga manteve Kutaragi na Sony, e não foi até a Nintendo cancelar o projeto que a Sony decidiu desenvolver seu próprio console.
A Sony também planejava desenvolver um console da marca Sony compatível com Super NES, mas que seria mais um sistema de entretenimento doméstico, reproduzindo cartuchos Super NES e um novo formato de CD que a Sony projetaria. Esse também deveria ser o formato usado nos SNES-CDs, dando um alto grau de controle à Sony, apesar da posição de liderança da Nintendo no mercado de videogames.
A Sony lançou o PlayStation no Japão em 3 de dezembro de 1994. O sucesso foi imediato. A chave estava nas instalações oferecidas pela empresa aos desenvolvedores de videogames, empolgadas com as grandes possibilidades técnicas, as três dimensões e o disco. Os desenvolvedores assumiram vários riscos financeiros ao criar cartuchos para Sega ou Nintendo; pelo contrário, a Sony ofereceu todas as facilidades para ter um catálogo variado de jogos. Imediatamente os grandes nomes do setor se juntaram. Títulos como Gran Turismo, Metal Gear ou Final Fantasy são história fundamental dos videogames.[carece de fontes?]

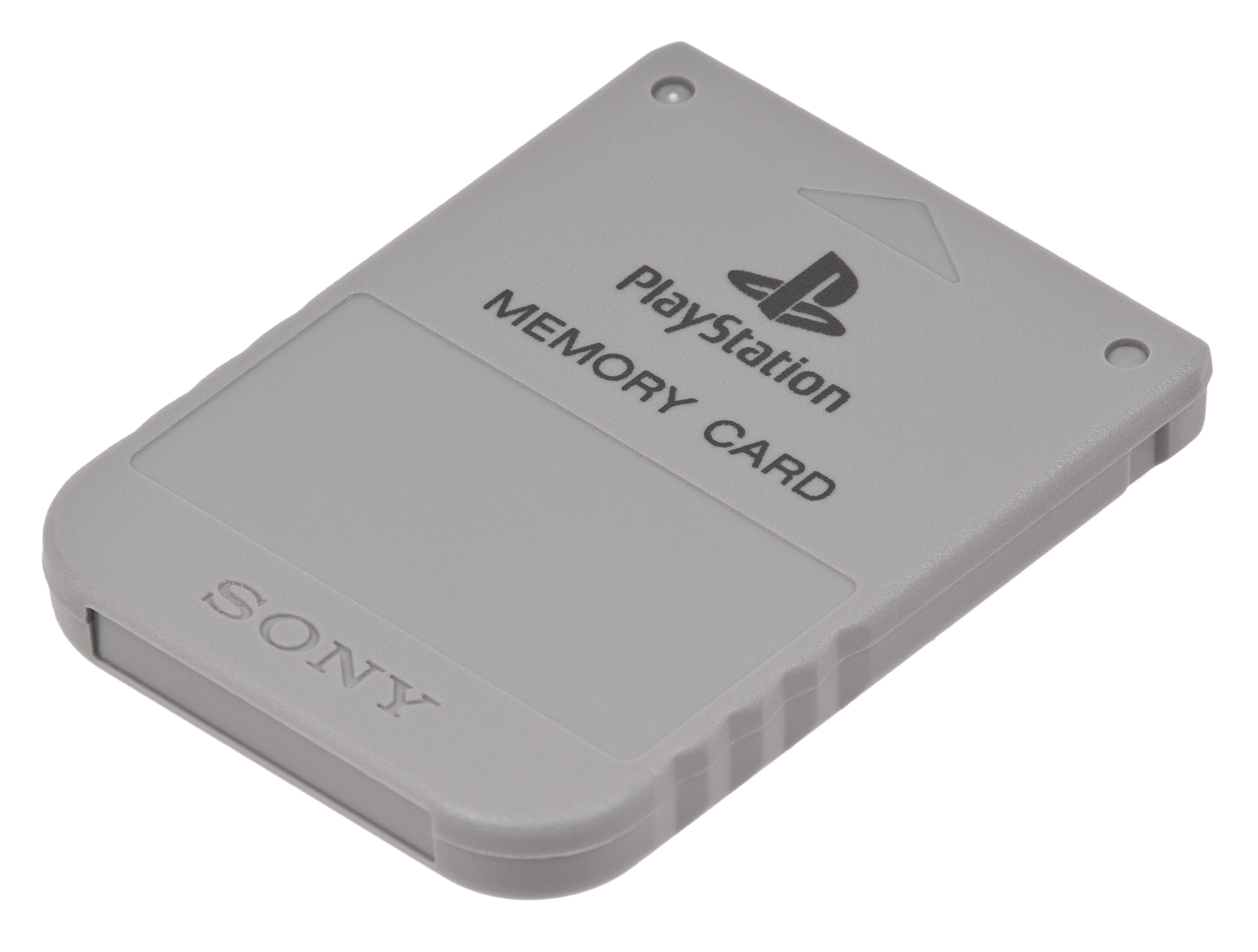
Memory Card do PlayStation.

O PlayStation popularizou um acessório que, embora já existente em outros consoles (NEO-GEO, por exemplo), não havia ganhado vida plena: o Memory Card. O cartão de memória permitia salvar dados dos jogos e o progresso do usuário no jogo para continuar do ponto em que parou.
Mesmo com a chegada de concorrentes mais poderosos como Nintendo 64, Sega Saturn e o Dreamcast (que inaugurou a sexta geração), o PlayStation continuava sendo o console mais vendido e com uma extensa biblioteca de jogos de grande sucesso. O sucesso da marca Playstation havia se estabelecido.[carece de fontes?]
Em meados de 2000, o PlayStation foi redesenhado, ficando menor e com curvas arredondadas. Esse modelo recebeu o nome de PS One, agora na cor branca. Nesse mesmo ano também foi lançado o sucessor PlayStation 2.[carece de fontes?]
O PlayStation foi sendo abandonado aos poucos e teve sua produção encerrada em 2006 com a incrível marca de mais de 100 milhões de unidades vendidas em todo mundo. Foi o console mais vendido da quinta geração, superando o Sega Saturn e Nintendo 64.[carece de fontes?]

## Controle

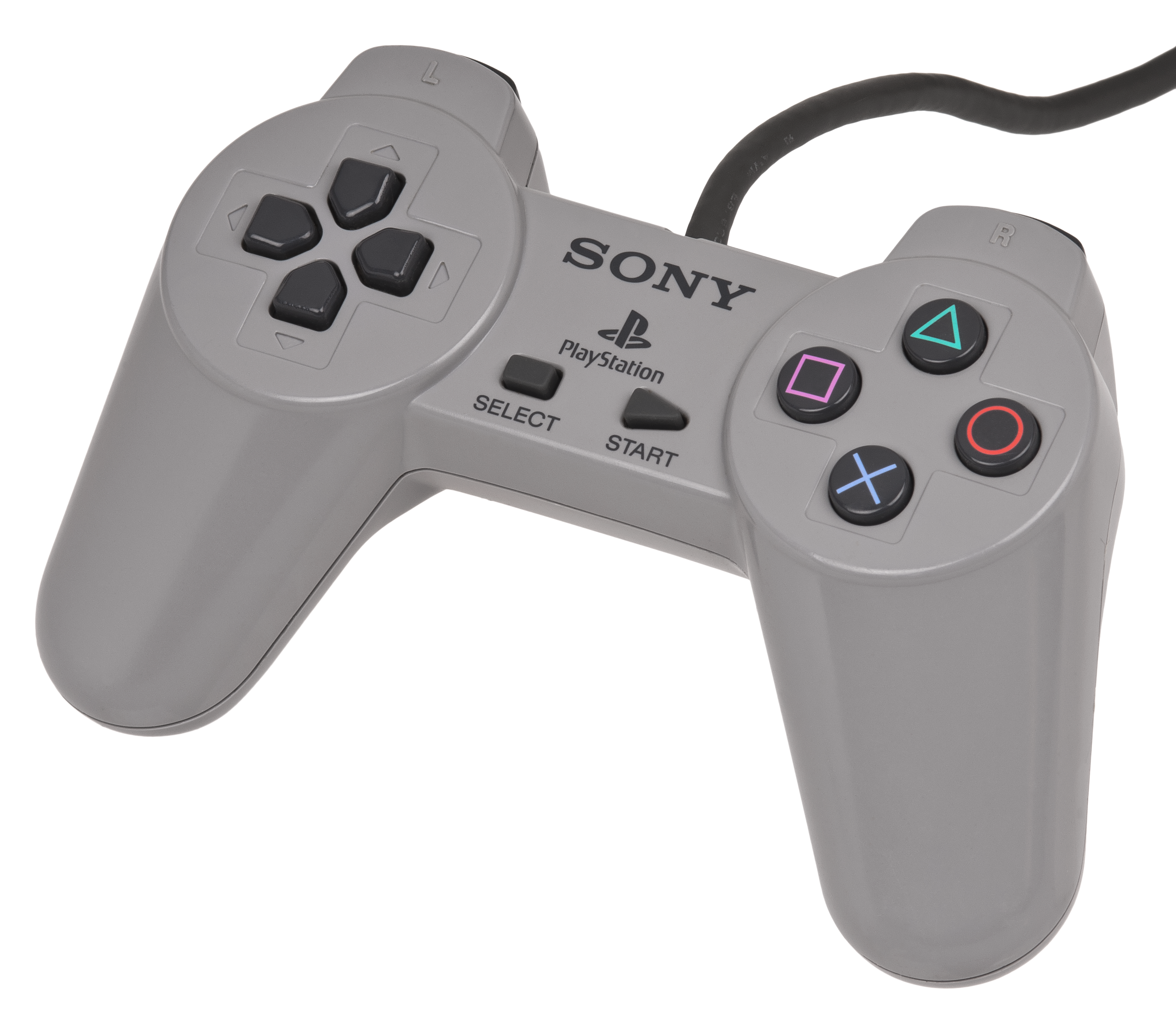
Controle original do PlayStation

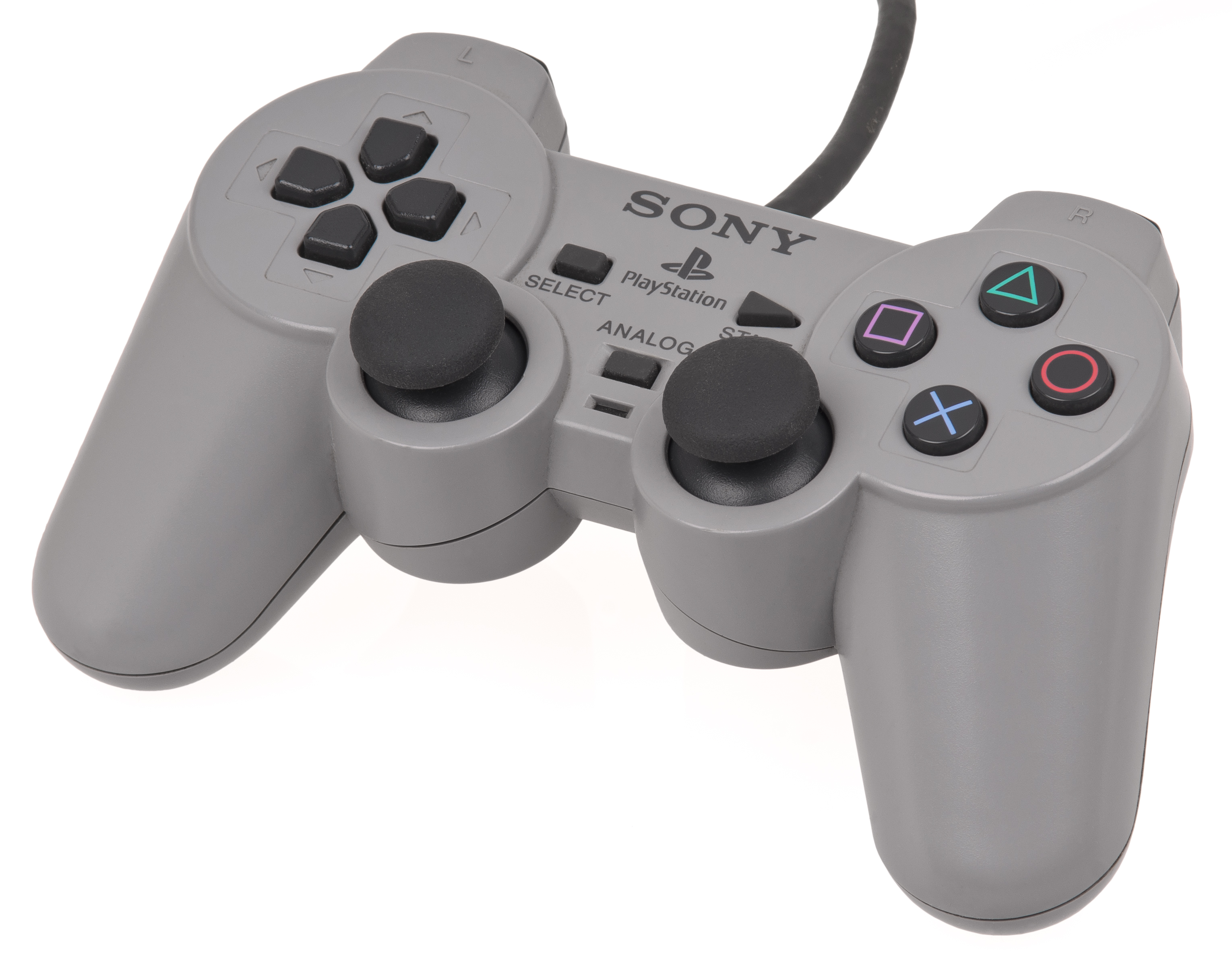
Controle DualShock, lançado em 1997.

O controle do PlayStation foi lançado em diferentes modelos ao longo da vida do console. A primeira versão possui quatro botões direcionais individuais (diferente do D-Pad convencional), um par de botões de ombro em ambos os lados (L1 e L2; R1 e R2), botões "Start" e "Select" no centro e quatro botões compostos por formas geométricas simples: um triângulo verde, círculo vermelho, um X azul e um quadrado rosa. O design foi completamente inovador e bastante ergonômico, graças às duas saliências inferiores para melhor empunhadura das mãos, veio a se tornar quase um molde para controles de plataformas futuras (de fato, para os PS seguintes o formato permaneceu inalterado enquanto que para a maioria das outras plataformas o desenho foi tomado como base). Com a crescente popularidade de jogos em 3D, a Sony precisava implementar analógicos para que a experiência em ambientes 3D fosse melhorada. O primeiro controle com analógicos, o Dual Analog Controller, foi revelado ao público na PlayStation Expo de 1996 no Japão, e posteriormente lançado em abril de 1997, coincidindo com os lançamentos japoneses dos títulos Tobal 2 e Bushido Blade. Além das duas novas alavancas analógicas, o Dual Analog possui um botão chamado "Analog" abaixo dos botões "Start" e "Select" que ativam ou desativam a função analógica.
Em 1997, após colocar o console na liderança, a Sony decidiu lançar um upgrade para o controle do aparelho: o DualShock, que introduziu duas alavancas analógicas e um sistema rumble, recurso que fazia o dispositivo vibrar nas mãos do jogador de acordo com o que acontecia nos jogos. Contudo, a partir do controle DualShock do PlayStation, a possibilidade de movimentos de intensidade variável - por exemplo, o esterçar de volante em um carro ou a própria intensidade de aceleração e frenagem em um jogo de corrida - foi possível em jogos rodados em TVs.[carece de fontes?]

## Jogos
O título mais vendido do console é Gran Turismo, que vendeu 10,85 milhões de unidades. Após a descontinuação do console em 2006, a remessa acumulada de software foi cerca de 962 milhões de unidades. Seu último lançamento foi Metal Gear Solid: The Essential Collection lançado em 18 de março de 2008, o primeiro jogo da coleção contem uma versão do primeiro titulo da franquia para PlayStation 1 e os outros dois titulos para PlayStation 2, sendo esse o ultimo licenciado oficialmente pela Sony para o console.
O console possui uma biblioteca de jogos diversificada que serviu para atrair todos os tipos de jogadores. Os jogos de lançamento foram Jumping Flash! e Ridge Racer, com o primeiro sendo anunciado como um ancestral para gráficos 3D em jogos de console. Os principais jogos do PlayStation incluíram títulos aclamados pela crítica, como Final Fantasy VII, Crash Bandicoot, Spyro The Dragon, Metal Gear Solid e Tekken, com todos os jogos gerando novas sequências posteriormente e tornando-se franquias estabelecidas no mercado de jogos eletrônicos. O título Final Fantasy VII foi importante por permitir que jogos de RPG ganhassem mais popularidade fora do Japão e é considerado um dos melhores jogos de videogame já feitos.

## Modelos

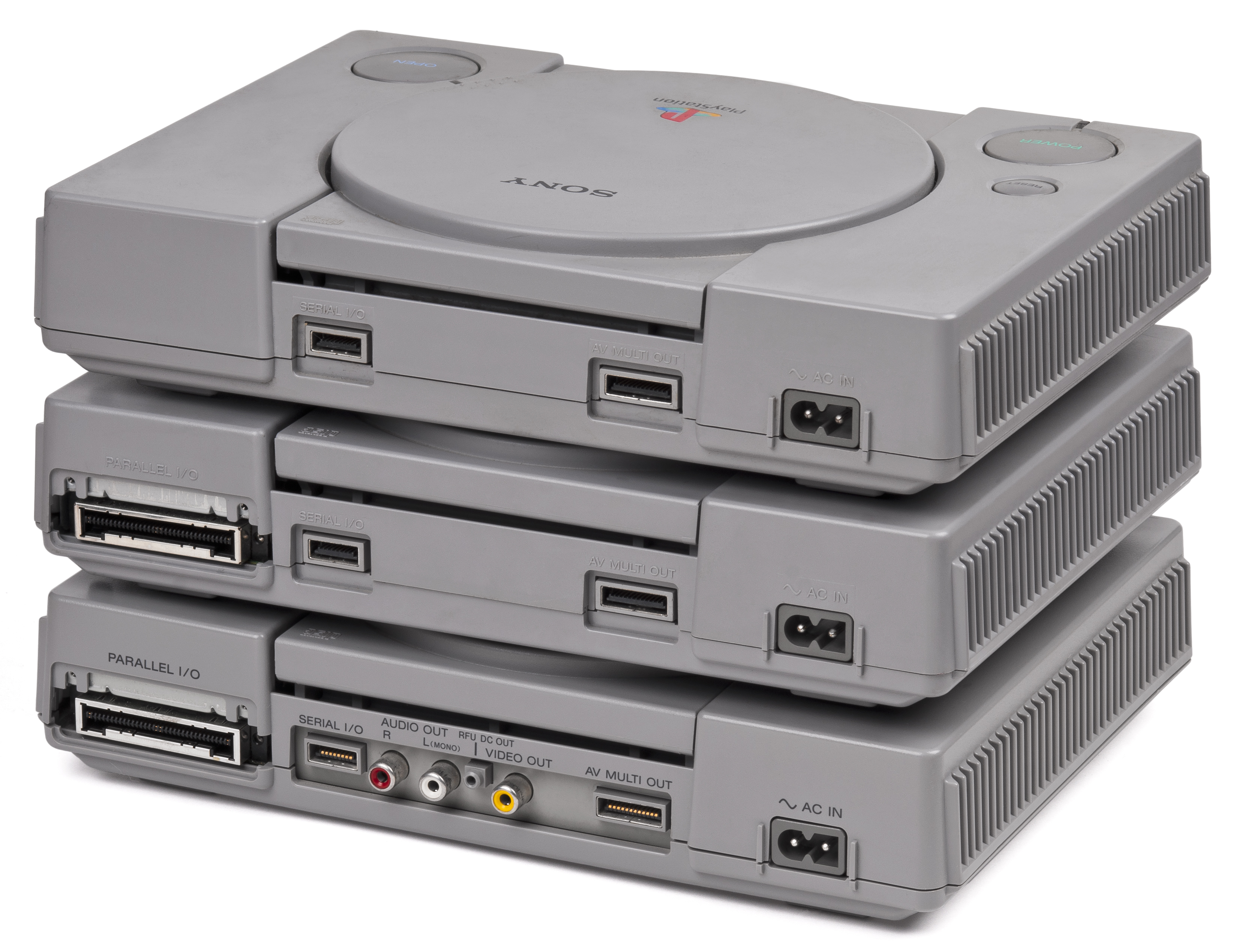
Comparação dos diferentes modelos do PlayStation.

A principal característica dos diferentes modelos do console eram suas entradas na parte traseira, as entradas RCA foram retiradas na segunda versão do console e a entrada paralela foi retirada na terceira versão, também foi vendida a versão Net Yaroze focada para desenvolvedores de jogos.[carece de fontes?]

### PS One

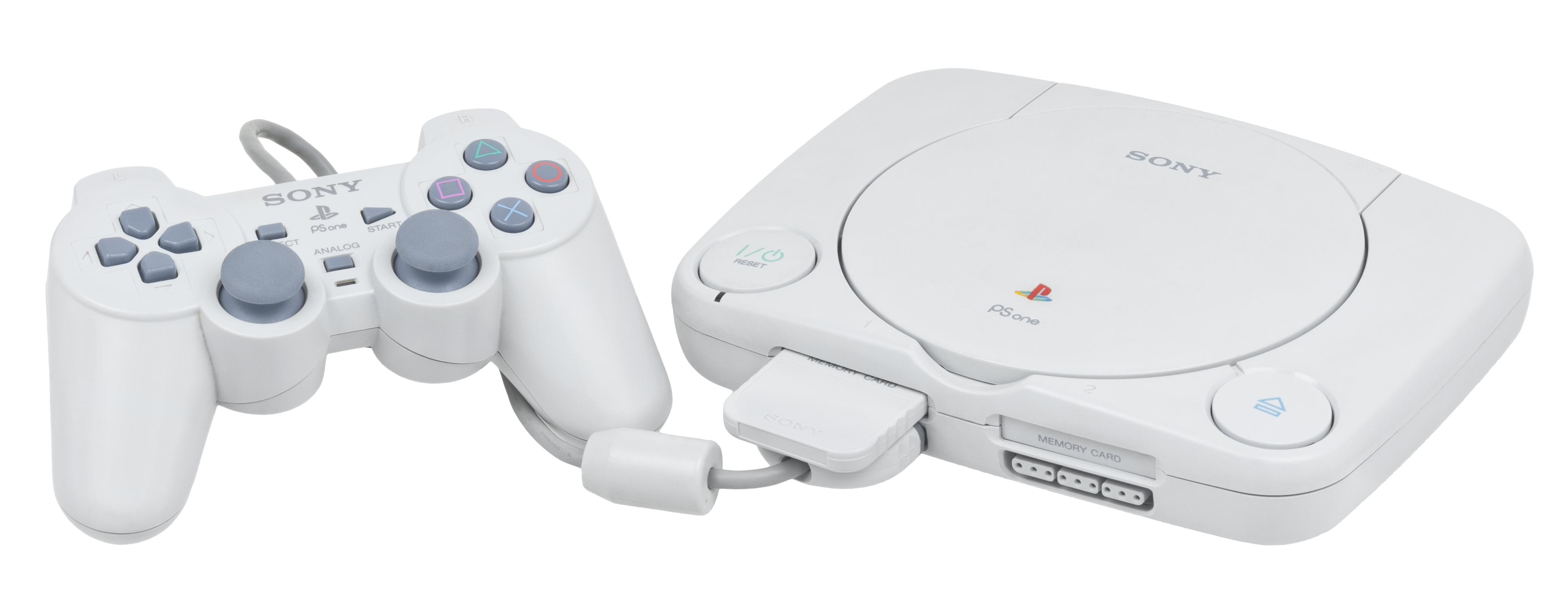
PlayStation reestilizado, o PS One.

Em 7 de julho de 2000 foi lançado o PS One, a primeira grande revisão do console, sendo menor e mais leve, suas vendas no ano 2000 foram superiores até mesmo do que seu sucessor, o PlayStation 2, uma versão chamada de PS One Combo foi lançada junto com uma tela LCD de 5 polegadas.

## Sucessores

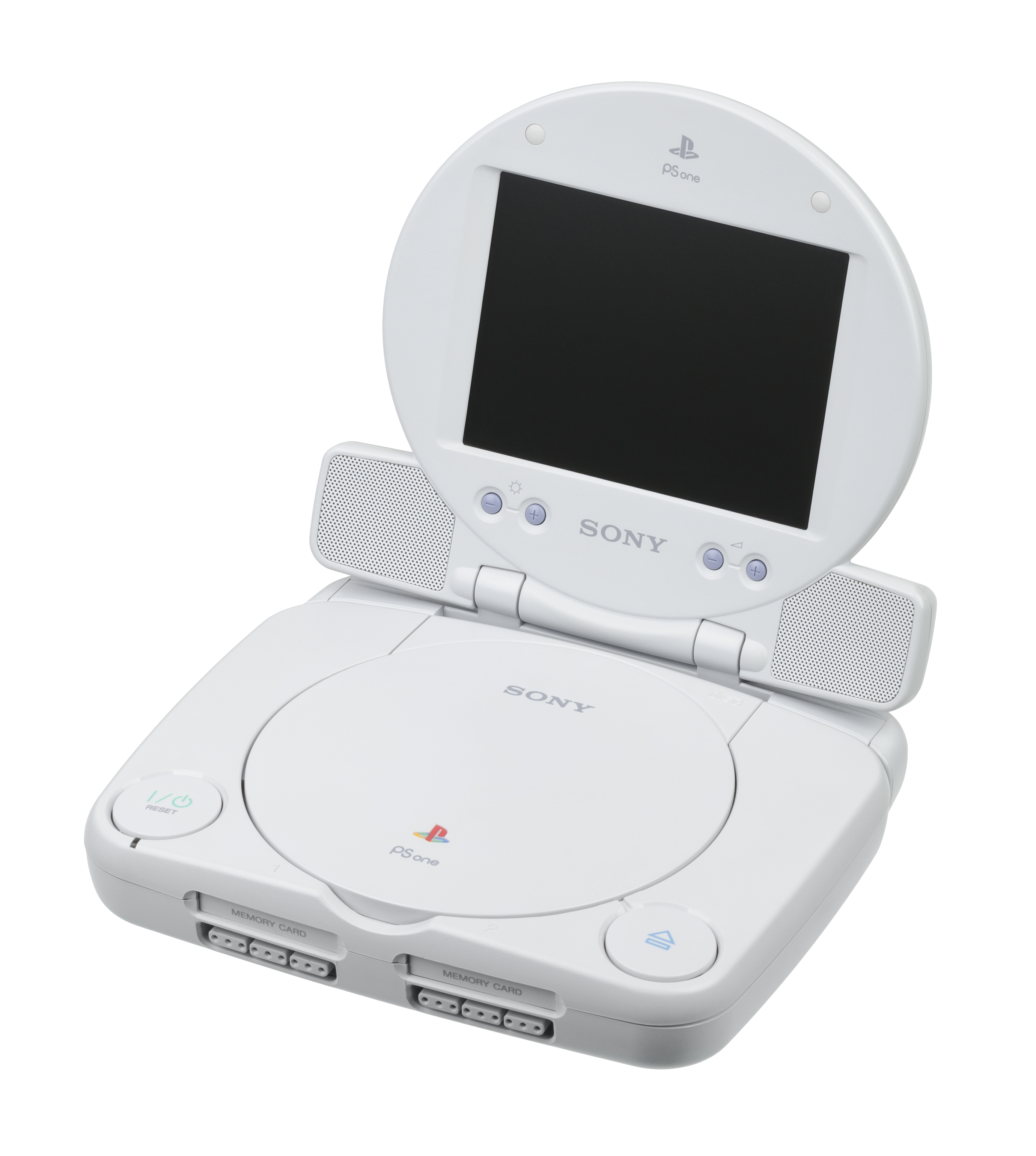
PS One Combo com o monitor LCD acoplado.

O console PlayStation deu início a uma linha de sucessores, sob a marca PlayStation. Seu primeiro sucessor, o PlayStation 2 (PS2) foi lançado em 2000 com a promessa de revolucionar o ambiente doméstico, pois possuía a capacidade de reproduzir filmes em DVD e competir com os modernos jogos de computador 3D. Graças à grande e variada biblioteca de jogos e à capacidade de também rodar jogos do PlayStation, o PS2 vendeu mais de 157 milhões de unidades em 10 anos de história, tornando-se o videogame console mais vendido da história.[carece de fontes?]
Em 2005, a Sony lança o PlayStation Portable (PSP), o primeiro videogame portátil lançado pela mesma, capaz de reproduzir filmes, visualizar imagens de câmeras digitais, tocar músicas no formato MP3, além de, é claro, rodar jogos de alto padrão em qualquer lugar com ajuda de uma bateria recarregável. A qualidade dos jogos (gráficos) está próxima à do PlayStation 2. Em 2011 foi lançado o PlayStation Vita, que apresenta gráficos melhores que o PS2, e usando várias novas tecnologias como uma tela de 5 polegadas sensível ao toque e também um recurso chamado realidade aumentada nunca antes presente em consoles.[carece de fontes?]
Em 2006, o PlayStation 3 (PS3) entra no mercado, carregado com recursos avançados do chip Cell e dotado de um leitor de discos Blu-Ray - formato de disco sucessor do DVD. Por conter tecnologias muito avançadas, o console foi lançado a um preço alto, em duas versões: uma de US$ 499 (20 GB) e outra de US$ 599 (60 GB). Em 2007, o PlayStation 3 de 80 GB (US$ 499) e o de 40 GB (US$ 399) foram lançados. Atualmente, o mínimo de capacidade de armazenamento é de 120 GB, indo até 500 GB, além de serem comercializadas apenas versões "Slim". A exemplo do PlayStation 2 quanto à compatibilidade com o PS1, os primeiros modelos de PS3 podiam reproduzir jogos do PS1 e PS2, mas a função de reprodução de jogos de PS2 (que era executada por emulação em alguns modelos e por hardware em outros) foi removida de unidades posteriores (apesar disto, há hoje, na PlayStation Store, alguns jogos de PS2 para serem jogados em qualquer PS3).[carece de fontes?]
Em 2013, é a vez do PlayStation 4 (PS4) entrar no mercado. Várias franquias do PS1 foram revividas nele, dentre elas, as franquias que se destacam são Resident Evil, com Resident Evil 7: Biohazard e Crash Bandicoot, com Crash Bandicoot N. Sane Trilogy.
Em 2020, o PlayStation 5 (PS5) foi lançado com a possibilidade de jogar jogos do PS4 e PlayStation VR. Além disso, tem gráficos melhorados, possui uma GPU AMD personalizada capaz de fornecer suporte a Ray tracing, displays de resolução 4K e até 120 quadros por segundo, um novo hardware de áudio para efeitos de áudio 3D em tempo real. As cores branco e preto do console, relembram os 4 últimos lançados pela Sony.[carece de fontes?]
Atualmente, a Sony disponibiliza atualizações periódicas para os sistemas operacionais de todos os seus aparelhos (exceto PS1 e PS2).[carece de fontes?]

## Brasil
No Brasil, de acordo com a Sony, o PlayStation não foi vendido oficialmente devido a pirataria e uma disputa judicial pelos nomes "Playstation" e "PS2", pois estas marcas já estavam registradas por uma Gradiente desde 11 de Novembro de 1997. Apesar disso, houve um grande "mercado informal" de consoles e jogos. Em 2009 a Sony do Brasil finalmente lançou a linha PlayStation 2 no país, vendendo ainda jogos de PlayStation 3.

## Portugal
Em Portugal a distribuição oficial da PlayStation é feita pela Lusomundo desde Setembro de 1995. Existem centros de assistência técnica em todo o país, opera uma linha de apoio ao cliente e os jogos são vendidos (oficialmente) de acordo com o calendário de lançamentos europeu.[carece de fontes?]

## Especificações
|                                                                | LSI Logic Corp | R3000A RISC |
| Frequência de clock: 33,8 MHz                                  | Lisura:        |             |
| Barramento: 32 bits                                            |                |             |
| - Centro de capacidade: 30 MIPS - Largura de banda: 132 Mb / s |                |             |

| | Sony | CXD8561C0 |
| - GPU 53,2 MHz - 16,7 milhões de cores - Resolução: 256x224 - 640x480 - Sprite / desenho BG - Frame buffer ajustável - Não há restrição de linha - Unlimited Cluts (Color Look-Up Tables) - 4 000 8x8 pixel sprites com escala e rotação individual - Backgrounds simultâneas (movimento paralaxe) - 360 000 polígonos / sec |      |           |

| Canais de áudio: 24                          |
| - ADPCM - Frequência de amostragem: 44,1 kHz |

|                               | CD |
| Capacidade normal: 700 MB     |    |
| - Double speed - XA-Compliant |    |